# Le Crabe sur la banquette arrière
Pour plus de détails, voir Fiche technique et Distribution.
Le Crabe sur la banquette arrière est un téléfilm français réalisé par Jean-Pierre Vergne réalisé en 1996.

## Synopsis
A cinquante ans, Catherine est installée dans l'existence : famille, profession, habitudes. Elle vient d'ailleurs d'être engagée comme directrice d'une collection de littérature étrangère dans une grande maison d'édition et place beaucoup d'espoir dans ce nouveau travail et dans les diverses rencontres qui vont en découler. Mais pour cela, il reste une dernière petite formalité : l'ultime rendez-vous avec le cancérologue qui la traite depuis des années pour son cancer du sein. Tout est enfin terminé et elle va pouvoir se consacrer dorénavant à autre chose : c'est-à-dire surtout à son nouveau travail. Mais le cancérologue trouve des cellules suspectes et la spirale infernale des médecins, des examens et des soins à domicile recommence...

## Fiche technique
- Date de diffusion : 4 décembre 1996 France 2
- Réalisateur :Jean-Pierre Vergne
- Scénariste : Jean-Pierre Vergne, Béatrice Shalit d'après le roman de Élisabeth Gille : Le Crabe sur la banquette arrière (1994)
- Dialogues : Béatrice Shalit
- Société de production : France 2 Cinéma
- Producteur : Michelle Podroznik
- Musique du film : Frédéric Chateau
- Directeur de la photographie : Jean-Claude Aumont
- Montage : Frédéric Viger
- Distribution des rôles : Laurence Lustyk
- Direction artistique : Frédéric Duru
- Création des costumes : Sylvie Pensa
- Coordinateur des cascades : Joëlle Baland et Roland Neunreuther
- Genre : Film dramatique
- Durée : 96 minutes

## Distribution
- Macha Méril : Catherine
- Barbara Schulz : Elsa
- Bernard Dhéran : Le chirurgien
- Alain MacMoy : Le cancérologue
- Samuel Labarthe : L'éditeur
- Yann Babilée : Le généraliste
- David Brécourt : Le radiologue
- Isabelle Petit-Jacques : Anne
- Barthélémy Robino : Simon
- Julien Cafaro : Le marchand de journaux
- André Julien : Le musicien
- Annie Jouzier : L'ex-cancéreuse
- Sylvie Herbert : La femme de ménage
- Biana : L'infirmière à domicile
- Manuel Gélin : Le médecin fibro
- José Paul : L'auteur
- Pierre Hoden : Le jeune homme S.D F
- Claude Brécourt : François
- Marie Rousseau : Véro
- Patricia Malvoisin : Thérèse
- Agnès Blanchot : Marie
- Anne Kreis : Isabelle
- Isabelle Tanakil : La voisine snob
- Liliane Bertrand : La voisine de chambre
- Arsène Jiroyan : Le préposé cimetière
- Geoffroy Thiebaut : L'anesthésiste
- Sophie de La Rochefoucauld : L'infirmière scanner
- Hélène Scott : L'infirmière fibro
- Frankie Pain : L'infirmière salle de garde
- Denis Laustriat : L'infirmier scanner
- Gilles Détroit
- Jean-François Fagour : L'aide-soignant
- Roland Marchisio
- Dominique Thomas
- Patrick Perez : L'agent de police